# Exact Audio Copy
Exact Audio Copy（EAC）是一个运行在Microsoft Windows系统上的CD抓轨程序。经测试，证明其也能够在Linux系统上新版本的Wine中运行。该程序最初由Andre Wiethoff在1998年编写，那时他还是德国多特蒙德工业大学的学生，他表示“受够了其它音频采集器”从而着手开发一个自己的程序。
Exact Audio Copy是一款专有免费软件，可自由用于非商业用途，由于它抓轨精确，并具有抓取轻微损坏的音频CD的能力，它在音乐发烧友当中非常流行。

## 概述
EAC用于将标准音频CD上的音轨转换为WAV文件，这些文件之后可以被转换为其它格式。这些格式包括如MP3、AAC、Ogg Vorbis等有损格式，或诸如ALAC、FLAC、使用外部编码器的WavPack等无损格式。它同时也具有使用Windows音频压缩管理器（ACM编解码器）进行直接压缩的能力。它支持AccurateRip（可自动将抓轨的拷贝与他人的抓轨结果进行比较）并能自动创建包含时间间隙、音轨属性、ISRC、CD-Text等信息的CUE文件。通过使用freedb, GD3（见下文）等网络数据库或本地数据库，EAC支持对音轨自动进行ID3标记。 
如果遇到任何无法修复的抓取错误，它将告知用户（可能的）失真出现的时间点。籍此，用户能够很容易地控制媒体播放器的播放。

## 历史
在1.0b1版中, EAC支持了CD封面的下载。在b2版中，其添加了一个获取ID3信息（例如艺术家、CD标题、音轨名称）的选项，并能从GD3数据库自动下载CD封面。该GD3选项允许新注册用户进行10次免费的初始查询，之后则需要一次性支付7.99美元，其后则再无查询次数的限制。
1.0b3版（发布于2011年9月22日）是一个修正版，作者表示“已发布的EAC beta 3版本可能才算得上是第一个真正稳定的1.0版本”。
1.1版（发布于2015年7月2日），相比于主要的新功能，最近发布的版本则主要聚焦于修复bug与更新插件/外部组件。
1.2版（发布于2016年8月13日），修复了CDRDAO组件的主要缺陷，更新了freedb++插件的专辑封面搜索，并修复了一些小的缺陷。
1.3版（发布于2016年9月3日），修复了单独选择曲目的缺陷。

## 关连项目
- CD ripper